# Capasa banakaria
Capasa banakaria är en fjärilsart som beskrevs av Carl Plötz 1880. Capasa banakaria ingår i släktet Capasa och familjen mätare. Inga underarter finns listade i Catalogue of Life.